# غليندا بيلي
غليندا بيلي (بالإنجليزية: Glenda Bailey)‏ هي محررة موضة ‏ وصحفية ورئيسة تحرير بريطانية، ولدت في 16 نوفمبر 1958 في ديربيشاير في المملكة المتحدة.

## وصلات خارجية
- غليندا بيلي على موقع IMDb (الإنجليزية)
- غليندا بيلي على موقع كينوبويسك (الروسية)